# Herzogspalast Dijon

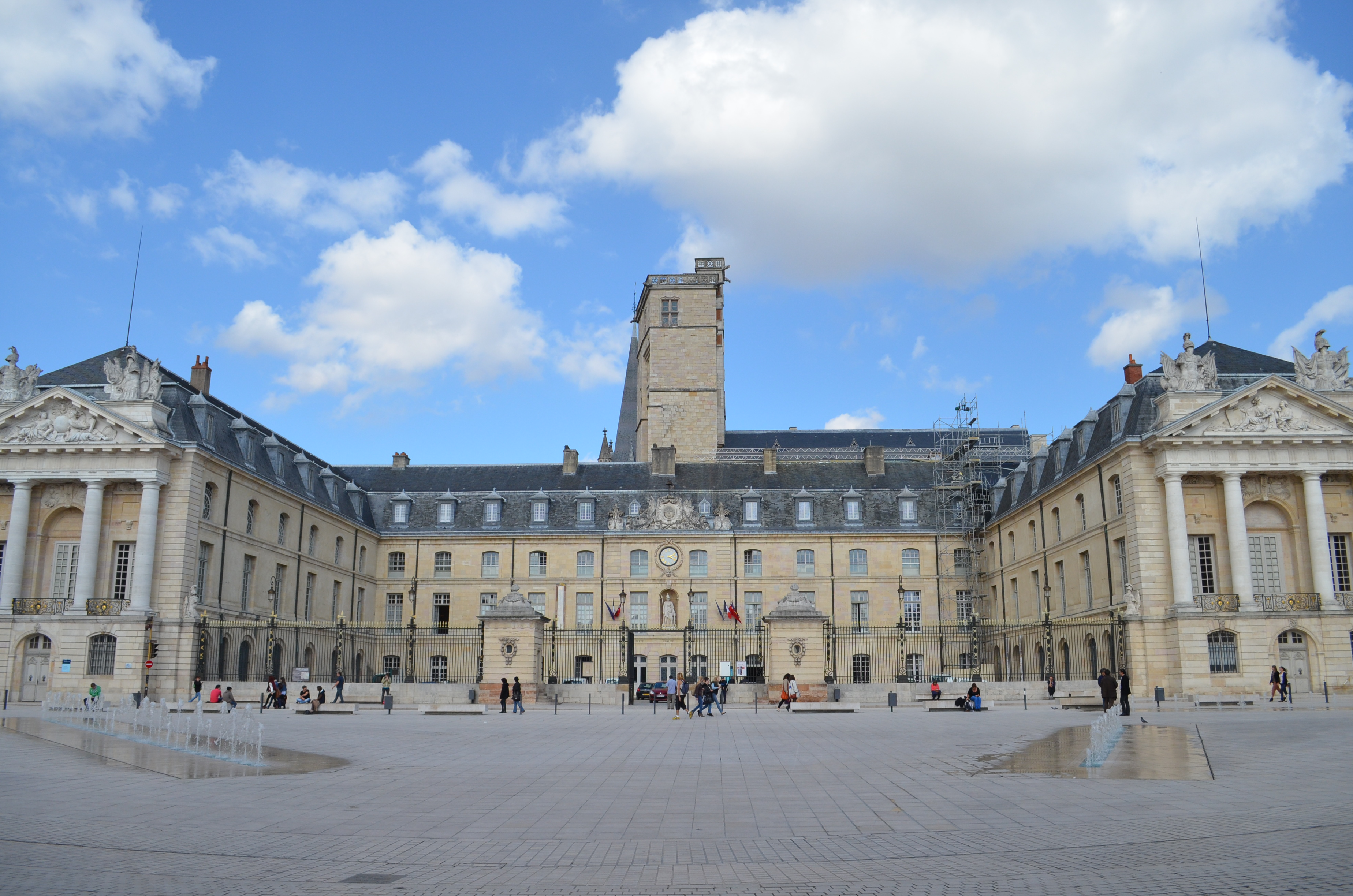
Herzogspalast

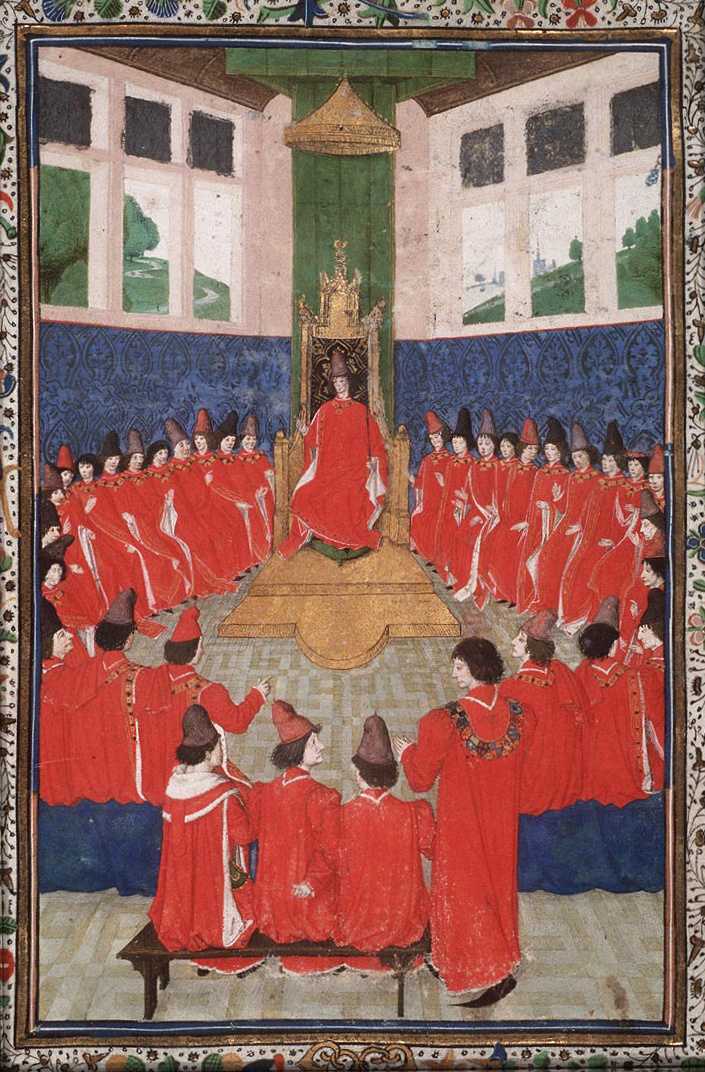
Versammlung der Vliesordensritter unter Karl dem Kühnen 1473

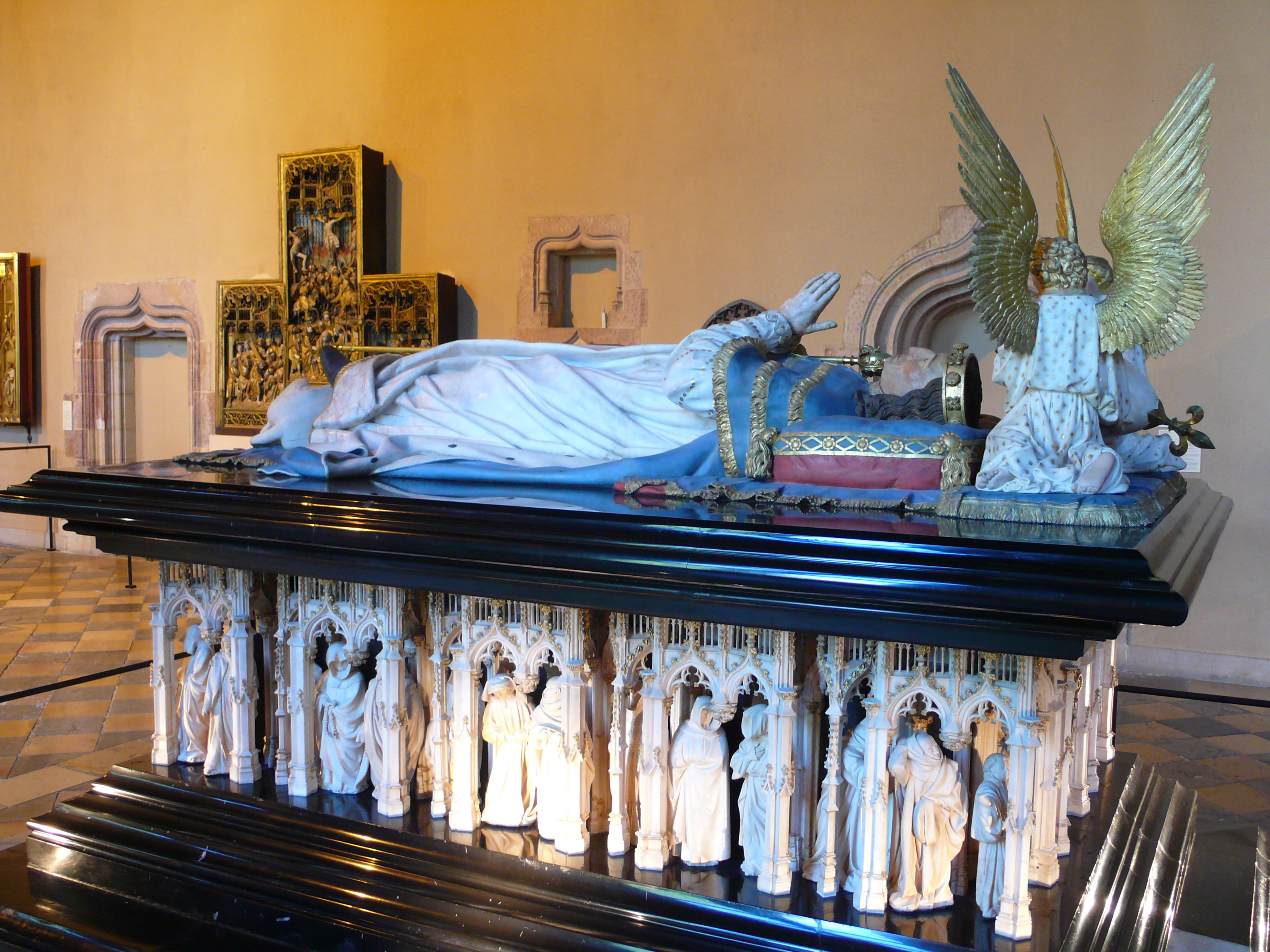
Sarkophag Philipps des Kühnen

Der Herzogspalast Dijon, auch Palast der Herzöge von Burgund (französisch Le palais des ducs de Bourgogne) ist ein Ensemble mehrerer historischer Gebäude aus dem 14., 15. und 18. Jahrhundert, die im Zentrum der Stadt Dijon in der französischen Region Burgund liegen.
Der Bau des Herzogspalasts wurde 1364 unter der Herrschaft Herzog Philipps des Kühnen begonnen, der als Königssohn aus dem Hause Valois ein Jahr zuvor mit dem Herzogtum Burgund belehnt worden war und innerhalb seiner Dynastie der Valois das Haus Burgund begründete. Der ursprünglich als Wohnturm konzipierte Tour de Bar im Innenhof erhielt seinen Namen durch die Gefangenschaft René I. von Anjou, Herzog von Bar, der als Gefangener des späteren Herzogs Philipp des Guten nach der Schlacht von Bulgnéville 1431 bis 1437 in diesem Wohnturm untergebracht war. Überragt wird die Palastanlage durch den Tour Philip le Bon, der in der Regierungszeit Philipps des Guten errichtet wurde und 52 Meter hoch ist.
Das prunkvolle Hofleben der Herzöge, das Johan Huizinga im Herbst des Mittelalters schilderte, hatte an diesem Ort sein Zentrum. So hatte der herzogliche Hoforden, der Orden vom Goldenen Vlies, seinen Sitz in der später zerstörten Sainte-Chapelle de Dijon, der Kapelle des Herzogspalasts.
Nach dem Tod des letzten Valois-Herzogs Karl des Kühnen und der Heirat seiner Tochter Maria von Burgund mit dem habsburgischen Erzherzog Maximilian 1477 zog der französische König das Lehen des Herzogtums Burgund wieder ein, das fortan zur französischen Domaine royal gehörte. Der Palast wurde von nun an zeitweise von den französischen Königen genutzt.
Im Ostflügel des Gebäudes wurde 1799 nach der Französischen Revolution das Musée des Beaux-Arts eingerichtet, das neben Gemälden insbesondere die früher in der Chartreuse de Champmol befindlichen Grabmäler der Valois-Herzöge ausstellt.
Die Gebäude des Herzogspalasts wurden 1862 und noch einmal am 22. Mai 1926 als Monument historique klassifiziert und dadurch unter Denkmalschutz gestellt. Heute befinden sich auch das Rathaus, die Touristeninformation, eine Kunsthochschule und das Regionalarchiv im Gebäude.
Koordinaten: 47° 19′ 18″ N, 5° 2′ 30″ O